# Чесанівський деканат
Чесанівський деканат — колишня структурна одиниця Перемишльської єпархії греко-католицької церкви з центром в м. Чесанів. Очолював деканат декан.

## Територія
В 1936 році в Чесанівському деканаті було 14 парафій:
1. Парафія с. Брусно Старе з філією с. Брусно Нове та приходом с. Дойчбах;
2. Парафія с. Горинець-Живець з приходом с. Вілька Горинецька та приходом с. Новини Горинецькі;
3. Парафія с. Дахнів з філією с. Залужжя та приходом с. Футори Дахнівські;
4. Парафія с. Диків Старий з приходом с. Диків Новий;
5. Парафія с. Жуків з філією с. Гораєць;
6. Парафія с. Крупець з філією с. Воля Велика та приходом с. Липсько, м. Наріль, с. Андріївка, с. Лукавиця, с. Хижі, с. Хлівищі, с. Кадовбищі, с. Млинки;
7. Парафія с. Лівча з філією с. Гута Стара;
8. Парафія с. Люблинець (Новий) з філією с. Люблинець Старий;
9. Парафія с. Нове Село з приходом с. Воля Новосільська та приходом с. Фільварки;
10. Парафія с. Плазів з філією с. Гута Рожанецька та приходом с. Руда Рожанецька і присілку Грохи;
11. Парафія с. Подемщина з філією с. Хотилюб;
12. Парафія с. Улазів з філією с. Німстів;
13. Парафія с. Цівків з філією с. Мощаниця;
14. Парафія м. Чесанів.

### Декан
- 1936 — Колтунюк Мирон у Жукові.

### Кількість парафіян
1936 — 25 250 осіб.
Деканат було ліквідовано в травні 1946 р.